# Calanthe polyantha
Calanthe polyantha är en orkidéart som beskrevs av Alexander Gilli. Calanthe polyantha ingår i släktet Calanthe och familjen orkidéer.
Artens utbredningsområde är Papua Nya Guinea. Inga underarter finns listade i Catalogue of Life.